# Евалдо Фабіану
Евалдо Сантуш Фабіану (порт. Evaldo Santos Fabiano, нар. 18 березня 1982, Ріу-Пірасікаба) — бразильський футболіст, захисник клубу «Морейренсе».
Вихованець «Атлетіко Паранаенсе», проте в чемпіонаті бразилії не грав. Більшу частину кар'єри провів виступаючи за ряд португальських клубів, а також один сезон провів у іспанському «Депортіво».

## Ігрова кар'єра
Вихованець футбольної школи клубу «Атлетіко Паранаенсе». 2003 року був в заявці основної команди, проте в чемпіонаті так і не дебютував.
Своєю грою привернув увагу представників тренерського штабу клубу «Порту», до складу якого приєднався влітку 2003 року. Відіграв за клуб з Порту наступний сезон своєї ігрової кар'єри, проте більшість часу грав за дублюючу команду, зігравши за основу лише один матч в Прімейрі.
Влітку 2004 року уклав контракт з клубом «Марітіму», у складі якого провів наступні чотири роки своєї кар'єри гравця. Більшість часу, проведеного у складі «Марітіму», був основним гравцем захисту команди.
З літа 2008 року два сезони захищав кольори «Браги». Граючи у складі «Браги» також здебільшого виходив на поле в основному складі команди.
Влітку 2010 року за 3 млн. євро уклав контракт зі «Спортінгом», у складі якого провів наступні два роки своєї кар'єри гравця, відігравши за цей час 29 матчів в національному чемпіонаті. Після цього протягом сезону 2012/13 виступав за іспанське «Депортіво», проте не зміг допомогти команді зберегти прописку в Ла Лізі і повернувся в лісабонський клуб.
У липні 2014 року, після того, як Евалдо за увесь попередній рік не провів за команду жодного матчу, став гравцем «Жіл Вісенте», де був основним гравцем протягом всього сезону. 
Наступного літа, після того, як клуб вилетів з елітного дивізіону, Евалдо став гравцем «Морейренсе». Відтоді встиг відіграти за клуб Морейра-де-Конегуш 24 матчі в національному чемпіонаті.

## Досягнення
- Срібний призер чемпіонату Португалії: 2009-10